# Мір
Мір (біл. Мір) — селище міського типу, у минулому місто, у Гродненській області Білорусі, у Корелицькому районі. Розташоване на річці Міранка, за 17 км від залізничної станції Городея. Населення — 2,5 тисячі осіб (2005).

## Історія
Перша підтверджена згадка міста Мір датується 28 травня 1434 року, коли великий князь литовський Сигізмунд Кейстутович подарував це місто своєму побратиму Петру Сеньці Гедигольдовичу. 
У 1569 місто перейшло під владу Радзивілів . Наприкінці XVI — початку XVII століття воно було обнесене земляними валами і перетворилось на фортецю , потрапити в яку було можливо тільки через ворота , назви яких походять від назв шляхів з міста (Замкова , Віленська , Мінська тощо)
У Мірі народився третій президент Ізраїлю Залман Шазар
16 листопада 1917 року, у місті Мір, зі складу третього Сибірського Корпусу російської армії виокремлюються солдати-українці, і утворюють український полк ім. Костя Гордієнка, на чолі з Всеволодом Петрівим, який виходить із підпорядкування російського штабу, і пробивається в Україну для захисту національних інтересів своєї новоутворенної Держави.
Пам'ятки архітектури 16 століття:
- Мірський замок феодального роду Ілліничів з кам'яним палацом;

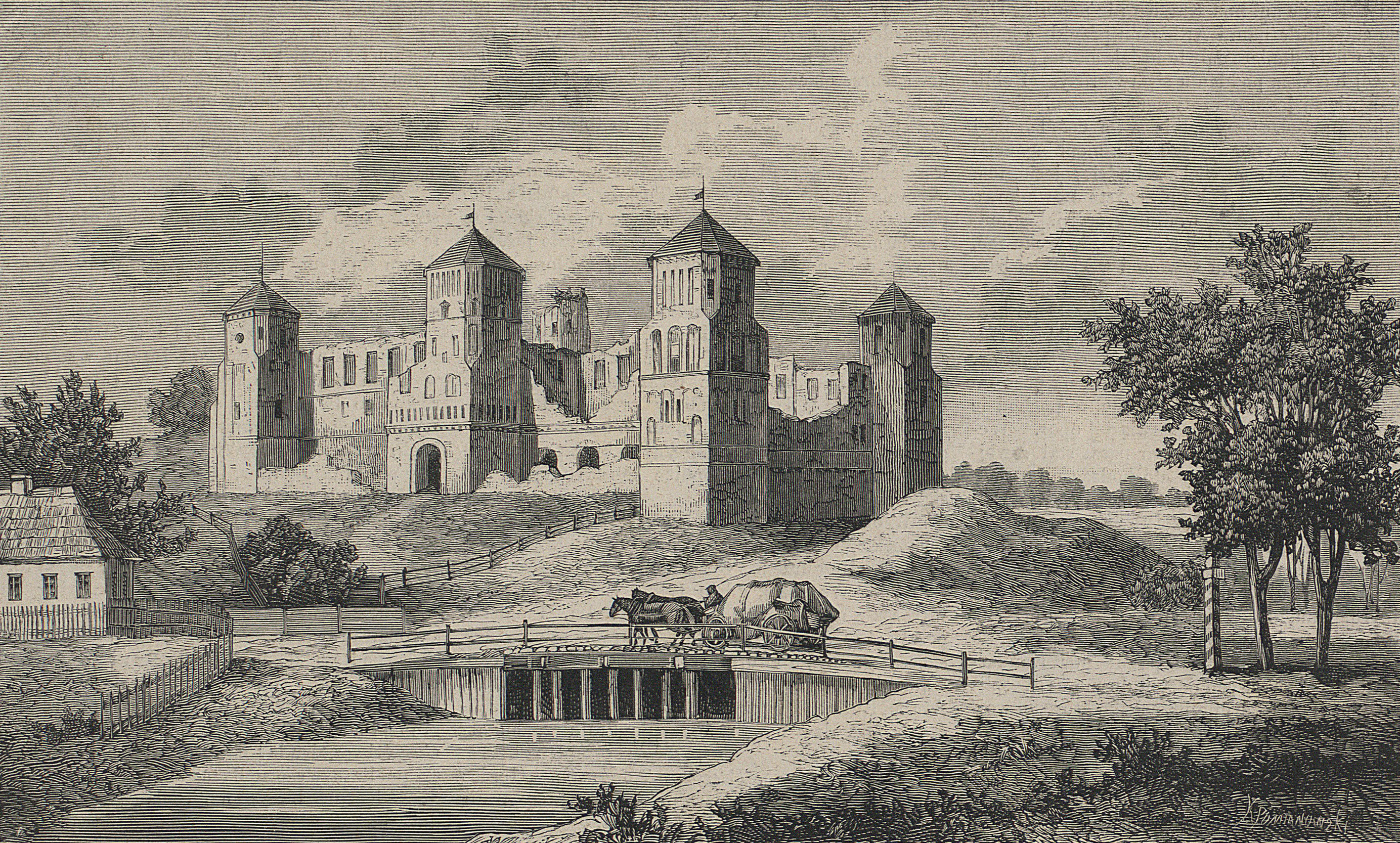
Мірський замок, 1877

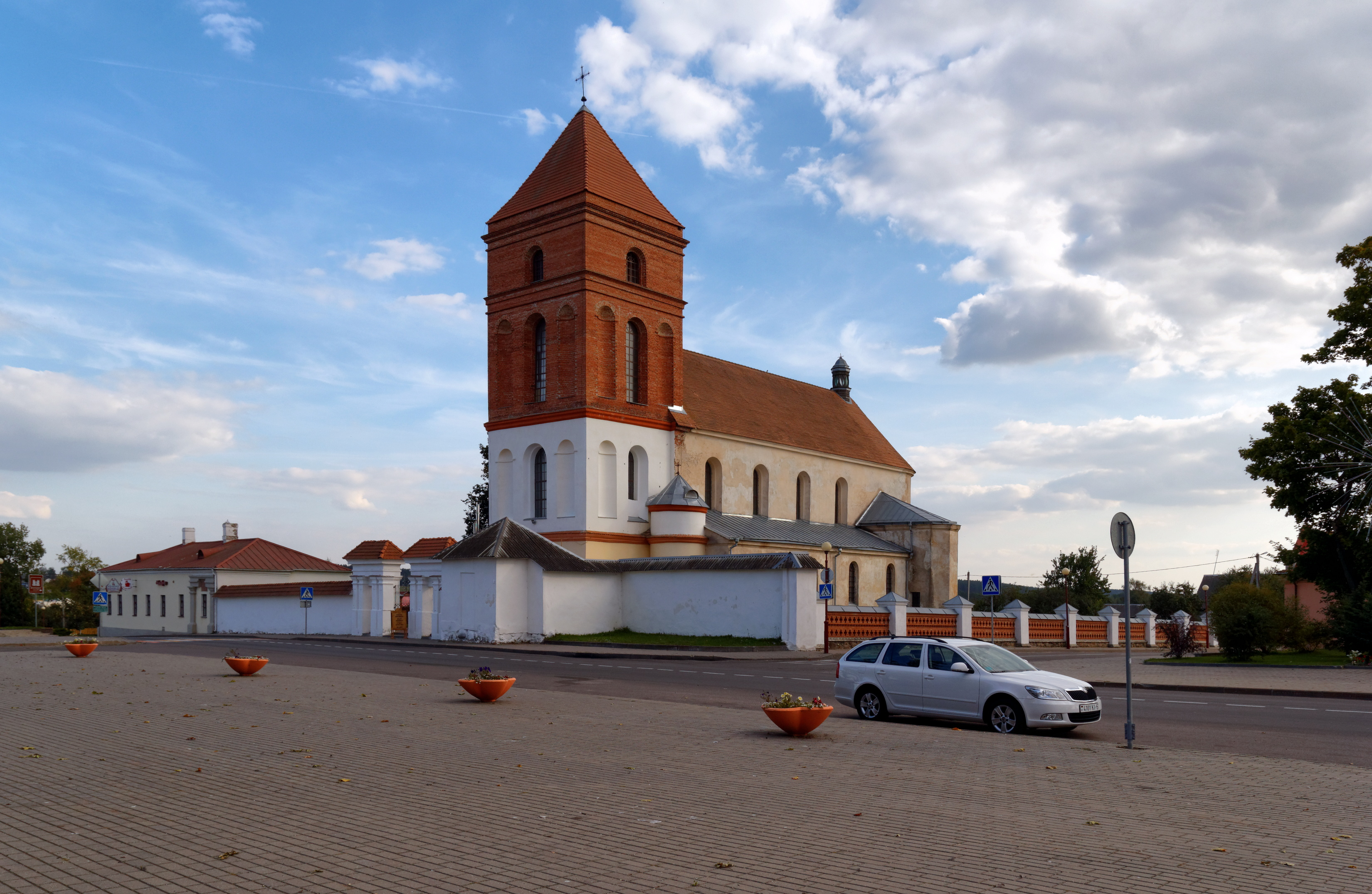
костел святого Миколая

- Троїцька церква;
- костел.

## Мірський замок
Однією з найкращих пам'яток стародавньої білоруської архітектури є відомий ансамбль замкового комплексу в Мирі.
Замок був збудований на початку XVI ст.

## Мережні посилання
- Jurkau kutoczak — Юркаў куточак — Yury's Corner. Старажытнае дойлідства Міра [Архівовано 3 березня 2016 у Wayback Machine.]
- Mir // Słownik geograficzny Królestwa Polskiego. — Warszawa : Druk «Wieku», 1885. — Т. VI. — S. 485. (пол.)
- Краўцэвіч А. К., Якшук Г. М., Стары Мір [Архівовано 11 серпня 2020 у Wayback Machine.]

| Білорусь | Це незавершена стаття з географії Білорусі. Ви можете допомогти проєкту, виправивши або дописавши її. |